# Gretchen Lederer

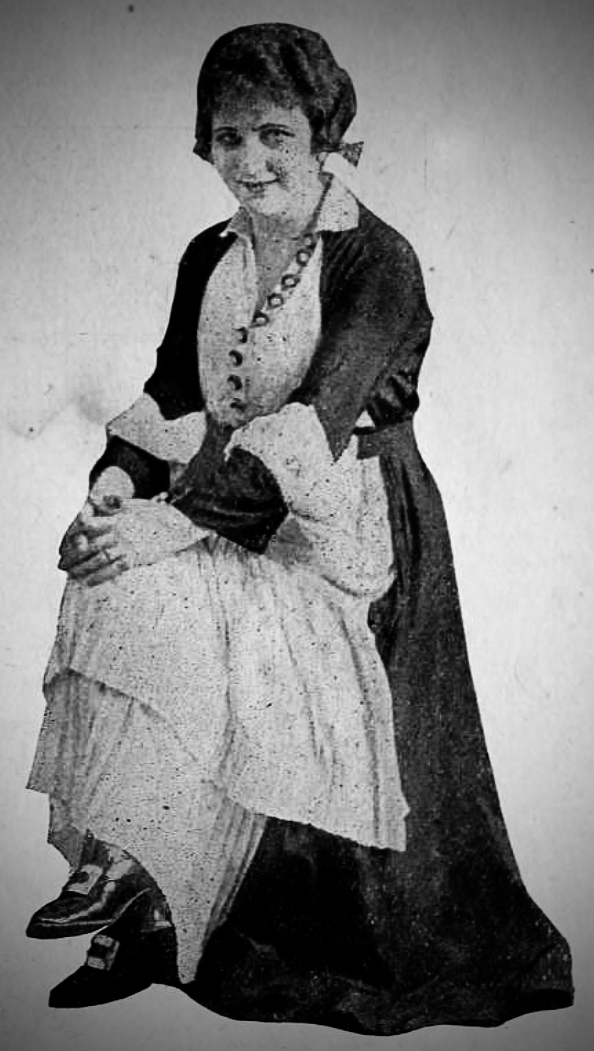
Gretchen Lederer

Gretchen Lederer (* 23. Mai 1891 in Köln, Deutsches Kaiserreich als Gretchen Schwallenback; † 20. Dezember 1955 in Anaheim, Kalifornien, Vereinigte Staaten) war eine deutsche Schauspielerin der Stummfilmzeit.

## Leben
Lederer war in erster Ehe mit dem österreichisch-amerikanischen Schauspieler Otto Lederer verheiratet. Mit ihm hatte sie einen Sohn, Leroy Lederer Shepek (1908–1940). In zweiter Ehe war sie mit dem amerikanischen Ökonomen Lewis Henry Haney verheiratet. Gretchen Lederer war noch 1955 mit ihm zusammen, als sie im Alter von 64 Jahren in Anaheim, Kalifornien, starb.

## Filmographie (Auswahl)
- 1912: Hearts in Conflict
- 1915: The Violin Maker
- 1915: The Chimney’s Secret
- 1915: The Millionaire Paupers
- 1915: Under a Shadow
- 1915: Lord John’s Journal
- 1915: Lord John in New York
- 1916: Bobbie of the Ballet
- 1916: The Grasp of Greed
- 1916: The Mark of Cain
- 1916: If My Country Should Call
- 1916: The Yaqui
- 1916: Doctor Neighbor
- 1916: Black Friday
- 1916: A Yoke of Gold
- 1916: The Morals of Hilda
- 1916: Little Eve Edgarton
- 1917: My Little Boy
- 1917: The Silent Lady
- 1917: The Little Pirate
- 1917: The Spotted Lily
- 1917: The Lair of the Wolf
- 1917: Bondage
- 1917: The Cricket
- 1917: Polly Redhead
- 1917: The Greater Law
- 1917: Princess Virtue
- 1917: The Little Orphan
- 1917: The Rescue
- 1918: New Love For Old
- 1918: The Model’s Confession
- 1918: The Kaiser, the Beast of Berlin
- 1918: Riddle Gawne
- 1918: Hungry Eyes
- 1918: Wife or Country